# Vanguard (computerspel)
Vanguard is een arcadespel uit 1981, ontwikkeld door Tose. Het werd in Japen en Duitsland uitgebracht door SNK, in de Verenigde Staten had het computerspelbedrijf Centuri de licentie in bezit. De Italiaanse licentie werd eigendom van Zaccaria. Het spel kwam later tevens beschikbaar voor de Atari 2600 en de Atari 5200.
Het spel staat bekend als een van de eerste scrolling shooters waarin er in meerdere richtingen kan worden gescrold. Tevens was dit het eerste shoot 'em upspel waarin in vier verschillende richtingen kan worden geschoten.
Het spel kreeg een opvolger, genaamd Vanguard II. Deze bevat nieuwe gameplay en grafische verbeteringen. De opvolger kwam echter pas beschikbaar op een spelcomputer via het verzamelpakket SNK Arcade Classics 0 voor de PlayStation Portable, uitgebracht in 2011.

## Gameplay
De gameplay van het spel is vergelijkbaar met die van Scramble. De speler moet een schip besturen richting de City of Mystery, welke gelegen is aan het einde van een zwaar beveiligde tunnel. Aan het eindpunt moet het personage Gond worden verslaan. De tunnel is verdeeld in verschillende gebieden, elk met hun eigen vijanden. Wanneer de speler het gelukt is om Gond te verslaan begint het spel opnieuw, echter wel met een hogere moeilijkheidsgraad.

## Ontvangst
| Beoordeeld door                     | Platform   | Datum            | Score |
| ----------------------------------- | ---------- | ---------------- | ----- |
| Digital Press - Classic Video Games | Atari 2600 | 31 oktober 2004  | 90%   |
| TeleMatch                           | Atari 2600 | mei 1983         | 80%   |
| VideoGame                           | Atari 2600 | augustus 1991    | 80%   |
| Digital Press - Classic Video Games | Atari 5200 | 14 februari 2004 | 80%   |
| Game Informer Magazine              | Atari 2600 | juni 2005        | 78%   |
| The Video Game Critic               | Atari 5200 | 14 oktober 2000  | 50%   |
| The Video Game Critic               | Atari 2600 | 7 juli 2004      | 50%   |